# 2007년 한국시리즈
2007 삼성 PAVV 프로야구 한국시리즈는 10월 22일부터 29일까지 모두 6차전을 벌여 SK 와이번스가 두산 베어스를 4승 2패로 꺾고 창단이후 처음으로 우승을 차지했다. 한국시리즈 MVP는 SK 와이번스의 김재현 선수가 차지했다.

## 정규 시즌
| 순위 | 구단          | 승 | 무 | 패 | 승률  | 승차 |
| ---- | ------------- | -- | -- | -- | ----- | ---- |
| 1위  | SK 와이번스   | 73 | 5  | 48 | 0.603 | 0.0  |
| 2위  | 두산 베어스   | 70 | 2  | 54 | 0.565 | 4.5  |
| 3위  | 한화 이글스   | 67 | 2  | 57 | 0.540 | 7.5  |
| 4위  | 삼성 라이온즈 | 62 | 4  | 60 | 0.508 | 11.5 |
| 5위  | LG 트윈스     | 58 | 6  | 62 | 0.483 | 14.5 |
| 6위  | 현대 유니콘스 | 56 | 1  | 69 | 0.448 | 19.0 |
| 7위  | 롯데 자이언츠 | 55 | 3  | 68 | 0.447 | 19.0 |
| 8위  | KIA 타이거즈  | 51 | 1  | 74 | 0.408 | 24.0 |

정규 시즌에서 각각 1, 2, 3, 4위를 차지한 SK, 두산, 한화, 삼성이 포스트시즌에 진출했다.

## 플레이오프 결과
|               | 승리팀           | 경기 결과 | 상대팀             |
| ------------- | ---------------- | --------- | ------------------ |
| 준 플레이오프 | 한화 이글스(3위) | 2 - 0 - 1 | 삼성 라이온즈(4위) |
| 플레이오프    | 두산 베어스(2위) | 3 - 0 - 0 | 한화 이글스(3위)   |

### 준 플레이오프
먼저 준 플레이오프에서, 정규시즌을 각각 3·4위로 마친 한화 이글스와 삼성 라이온즈가 맞붙었다. 이 시합에서 한화가 1차전 선발 등판해 승리한 류현진과 이번 준 플레이오프에서 3홈런을 기록한 이범호의 활약으로 삼성을 2승 1패로 누르고 플레이오프에 진출하였다. 준 플레이오프 MVP는 류현진이 차지했다. 이로써 한화는 정규시즌을 2위로 마감한 두산 베어스와 한국시리즈행 티켓을 놓고 다투게 되었다.

### 플레이오프
플레이오프 결과는 두산이 고영민, 김현수, 이대수, 이종욱 등 당시 잘 알려지지 않은 선수들이 활약하면서 한화를 상대로 3전 전승을 기록하며 정규시즌 1위인 SK 와이번스와 한국시리즈를 치르게 되었다. 플레이오프 MVP는 이종욱 선수가 차지했다.

## 출장자 명단

### SK 와이번스
- 감 독 - 김성근
- 코 치 - 이만수, 가 토, 오오타, 김경기, 이광길, 후쿠하라
- 투 수 - 김원형, 채병용, 윤길현, 송은범, 레이번, 로마노, 가득염, 김광현, 조웅천, 정대현, 이영욱
- 포 수 - 박경완, 정상호
- 내야수 - 정경배, 이호준, 나주환, 박정권, 김동건, 정근우, 최 정
- 외야수 - 박재홍, 김재현, 이진영, 조동화, 박재상, 김강민

### 두산 베어스
- 감 독 - 김경문
- 코 치 - 김광수, 김태형, 김광림, 윤석환, 한영준, 김민호
- 투 수 - 리오스, 랜 들, 이경필, 이혜천, 이승학, 정재훈, 김상현, 김명제, 금민철, 임태훈
- 포 수 - 홍성흔, 채상병, 김진수
- 내야수 - 안경현, 김동주, 정원석, 이대수, 최준석, 고영민, 오재원
- 외야수 - 장원진, 전상열, 유재웅, 이종욱, 민병헌, 김현수

## 경기 기록
| 일시                                                              | 경기  | 원정팀(선공) | 스코어 | 홈팀(후공)  | 개최 구장             | 개시 시각 | 관중수   | 경기 MVP             |
| ----------------------------------------------------------------- | ----- | ------------ | ------ | ----------- | --------------------- | --------- | -------- | -------------------- |
| 10월 22일(월)                                                     | 1차전 | 두산 베어스  | 2 - 0  | SK 와이번스 | 인천SSG랜더스필드     | 18시 00분 | 30,400명 | 리오스 (두산 베어스) |
| 10월 23일(화)                                                     | 2차전 | 두산 베어스  | 6 - 3  | SK 와이번스 | 인천SSG랜더스필드     | 18시 00분 | 24,099명 | 이대수 (두산 베어스) |
| 10월 25일(목)                                                     | 3차전 | SK 와이번스  | 9 - 1  | 두산 베어스 | 서울종합운동장 야구장 | 18시 00분 | 30,500명 | 로마노 (SK 와이번스) |
| 10월 26일(금)                                                     | 4차전 | SK 와이번스  | 4 - 0  | 두산 베어스 | 서울종합운동장 야구장 | 18시 00분 | 30,500명 | 김광현 (SK 와이번스) |
| 10월 27일(토)                                                     | 5차전 | SK 와이번스  | 4 - 0  | 두산 베어스 | 서울종합운동장 야구장 | 14시 00분 | 30,500명 | 김재현 (SK 와이번스) |
| 10월 29일(월)                                                     | 6차전 | 두산 베어스  | 2 - 5  | SK 와이번스 | 인천SSG랜더스필드     | 18시 00분 | 30,400명 | 정근우 (SK 와이번스) |
| 우승 : SK 와이번스 (1번째), 한국시리즈 MVP : 김재현 (SK 와이번스) |       |              |        |             |                       |           |          |                      |

## 한국시리즈 경기결과

### 1차전
10월 22일 - 인천SSG랜더스필드
| 팀                                                                      | 1 | 2 | 3 | 4 | 5 | 6 | 7 | 8 | 9 | R | H | E | B |
| 두산 베어스                                                             | 1 | 0 | 0 | 0 | 1 | 0 | 0 | 0 | 0 | 2 | 6 | 0 | 8 |
| SK 와이번스                                                             | 0 | 0 | 0 | 0 | 0 | 0 | 0 | 0 | 0 | 0 | 4 | 1 | 1 |
| 승리 투수: 다니엘 리오스 패전 투수: 케니 레이번 세이브: 없음 홀드: 없음 |   |   |   |   |   |   |   |   |   |   |   |   |   |

- 시구 : 박태환 (수영 국가대표)
- 두산 리오스, 한국시리즈 통산 8번째 완봉승, 20번째 완투승 - 4피안타 1피사사구 2탈삼진
- 두산 리오스, 역대 최소 투구 완봉승 - 99개

양팀 선발로 SK는 레이번, 두산은 리오스를 올리며 외국인 에이스끼리의 대결로 한국시리즈의 막을 열었다. 두산은 1회초 1사 2루 상황에서 고영민의 적시 2루타로 선취점을 따냈다. 이후 두산은 5회초에 1사 만루 상황에서 김동주가 친 플라이에 이종욱이 과감한 베이스 러닝으로 한점을 더 따내며 2-0을 만들어냈다. 이후 시합은 투수전 양상으로 접어들었다. SK는 레이번에 이어 가득염, 윤길현, 이영욱, 김광현, 조웅천 등이 이어 던진 반면, 두산은 선발 리오스를 끝까지 밀고 나가서 결국 한국시리즈 첫 승을 리오스의 완봉승으로 장식하였다. 이로써 두산은 한국시리즈 우승에 유리한 고지에 올랐다.
한편, 5회초 무사 1루 상황에서 두산 이종욱의 2루 도루때 SK 유격수 정근우가 포수가 송구한 공을 받지 못했었고, 이 틈을 타 이종욱은 3루까지 진출하려 했으나 정근우에게 걸려 넘어져 3루에 가지 못한 일이 있었다. 이를 두고 주루방해 시비가 일기도 했다.

### 2차전
10월 23일 - 인천SSG랜더스필드
| 팀 | 1 | 2 | 3 | 4 | 5 | 6 | 7 | 8 | 9 | R | H  | E | B |
| 두산 베어스 | 0 | 0 | 2 | 0 | 1 | 3 | 0 | 0 | 0 | 6 | 10 | 0 | 5 |
| SK 와이번스 | 2 | 0 | 0 | 0 | 1 | 0 | 0 | 0 | 0 | 3 | 7  | 0 | 4 |
| 승리 투수: 맷 랜들 패전 투수: 채병용 세이브: 임태훈 홀드: 없음 홈런: 두산 – 고영민 (채병용 상대로 3회 2점), 채상병 (채병용 상대로 5회 1점) SK – 이호준 (맷 랜들 상대로 1회 2점), 조동화 (맷 랜들 상대로 5회 1점) |   |   |   |   |   |   |   |   |   |   |    |   |   |

- 시구 : 이현지 (방송인)

SK는 1회말 2사 1루 상황에서 이호준이 선제 투런 홈런을 만들어내며 두 점을 먼저 앞서나갔다. 이에 두산은 3회초 2사 1루 상황에서 고영민이 동점 투런 홈런을 쳐내어 다시 2-2 균형을 이루었다. 여세를 몰아 5회초에 두산 채상병이 역전 솔로 홈런을 쳐냈고, SK는 바로 5회말에 조동화가 동점 솔로 홈런을 만들어내며 다시 동점을 이루었다. 그러나 두산은 6회초 2사 2,3루때 이대수가 2타점 중전 적시타를 쳐내며 결승점을 만들어냈다. 이후 이어진 기회에서 채상병이 좌익수 키를 넘기는 적시 2루타를 터뜨리며 한 점을 추가했다. 결국 두산은 이 경기에서 6-3으로 이기면서 적지인 인천에서 SK를 상대로 2연승을 거두어 한국시리즈 우승에 단 2승만을 남겨두게 되었다.
한편, 6회초 무사 1루 두산의 공격 상황에서, SK 투수 채병용이 던진 공이 두산 김동주의 몸에 맞았고, 이 때문에 빈볼 시비가 일어났다. 이 상황에서 양팀 선수가 그라운드에 몰려나와 서로 대치하는 분위기를 연출하기도 했다.

### 3차전
10월 25일 - 서울종합운동장 야구장
| 팀                                                                 | 1 | 2 | 3 | 4 | 5 | 6 | 7 | 8 | 9 | R | H  | E | B |
| SK 와이번스                                                        | 2 | 0 | 0 | 0 | 0 | 7 | 0 | 0 | 0 | 9 | 16 | 1 | 2 |
| 두산 베어스                                                        | 0 | 0 | 0 | 0 | 0 | 1 | 0 | 0 | 0 | 1 | 6  | 4 | 3 |
| 승리 투수: 마이크 로마노 패전 투수: 김명제 세이브: 없음 홀드: 없음 |   |   |   |   |   |   |   |   |   |   |    |   |   |

- 애국가 : 가수 양파
- 시구 : 원더걸스
- 두산 이대수, 한국시리즈 1이닝 최다 실책 - 6회 3실책
- 두산, 한국시리즈 한 경기 최다 실책 타이기록 - 3실책
- SK, 선발 전원 안타
- 두산 이혜천, 한국시리즈 3호 퇴장

SK는 1회초 1사 3루 상황에서 김재현의 적시 2루타와 계속된 2사 3루 기회에서 박재홍이 내야안타를 만들어내며 선취점으로 2점을 얻어냈다. 마운드에서 로마노가 호투하는 가운데, SK는 6회초에 대거 7점을 만들어냈다.
6회초 무사 1,3루 상황에서 3루주자 이호준이 주루사당하며 기회가 무산되는 듯했으나, 계속된 1사 2루 상황에서 두산 유격수 이대수가 김강민의 땅볼을 더듬는 실책을 범했다. 정경배가 내야안타를 만들어내 이어진 1사 만루 상황에서 이대수는 김강민의 실책 유도로 인하여 최정의 내야땅볼을 또 더듬는 실책을 범해 1점을 헌납했다. 이후 박경완이 2타점 2루타를 쳐냈고, 정근우의 몸에 맞는 볼로 인해 다시 만들어진 1사 만루 상황에서 조동화의 내야 플라이 때 이대수가 뜬공을 놓치고 아무도 없는 3루에 악송구를 하며 2점을 더 내주었다. 이로써 이대수는 6회에만 3실책을 하는 불명예스런 기록을 남겼다. 계속된 1사 2,3루 상황에서 정근우가 이혜천이 김재현에게 초구를 던지는 순간 3루 주자 정근우가 홈스틸을 시도했다. 뜻밖의 홈스틸에 당황한 포수 채상병이 공을 뒤로 빠뜨렸고 2루 주자 조동화까지 홈플레이트를 밟아 점수는 9-0으로 벌어졌다. 주자 두 명이 모두 득점으로 만들어졌고, 이로써 승부는 사실상 SK쪽으로 기울었다. 두산은 바로 이어진 6회말에 고영민의 적시타로 1점을 만회하여 영패를 모면했다. 선발 로마노는 6이닝 4안타 1실점으로 호투했고 구원진은 각각 1이닝 무실점으로 승리했다. 반면 선발 김명제는 5이닝9안타 3실점 패전투수가 됐다. SK는 2연패 뒤 1승을 하며 한국시리즈 우승의 희망을 이어갔다.
한편 이날 경기에선, 두산 투수 이혜천이 9-0이던 6회초 1사 김재현 타석때 타자의 등 뒤로 공을 던지는 빈볼이 나오자, 지난 경기에 이어 양팀 선수들이 모두 그라운드로 뛰쳐나왔고, 주심은 투수가 고의적으로 빈볼을 던졌다고 판단하여 이혜천에게 퇴장 명령을 내렸다.

### 4차전
10월 26일 - 서울종합운동장 야구장
| 팀 | 1 | 2 | 3 | 4 | 5 | 6 | 7 | 8 | 9 | R | H  | E | B |
| SK 와이번스 | 1 | 0 | 0 | 0 | 2 | 1 | 0 | 0 | 0 | 4 | 13 | 0 | 4 |
| 두산 베어스 | 0 | 0 | 0 | 0 | 0 | 0 | 0 | 0 | 0 | 0 | 1  | 0 | 2 |
| 승리 투수: 김광현 패전 투수: 다니엘 리오스 세이브: 없음 홀드: 없음 홈런: SK – 조동화 (다니엘 리오스 상대로 5회 1점), 김재현 (다니엘 리오스 상대로 5회 1점) |   |   |   |   |   |   |   |   |   |   |    |   |   |

- 시구 : 탤런트 박진희
- SK 김광현, 한국시리즈 신인 최다 탈삼진 - 9개
- SK 조동화-김재현, 한국시리즈 통산 6호 백투백 홈런 - 5회
- SK, 한국시리즈 최초 2경기 연속 선발 전원 안타

앞선 세차례의 경기에서 양팀은 분위기가 매우 과열되어 있었고, 세 경기 모두 벤치 클리어링이 발생하여 험악한 분위기가 고조되고 있었다. 이에 KBO에서는 양 팀에 엄중 경고조치하였고 경기 시작전 양팀 주장 선수인 두산의 홍성흔과 SK의 김원형 선수에게 경기전 팬에게 공개 사과하도록 하였고 두 선수가 선전을 다짐하며 포옹을 하도록 주선하였다.
양팀 선발투수로 두산은 지난 1차전때 완봉승을 거둔 에이스 리오스를 예정대로 올렸으나, SK는 에이스끼리의 승부를 피해 고졸신인 김광현을 선발로 올렸다. 선발로테이션 변경을 통해 나머지 경기에서 선발투수의 우위를 점하겠다는 작전이었다.
SK는 1회초에 이호준의 적시타로 1점을 선취하는 데 이어, 5회초에는 조동화와 김재현이 한국시리즈 6번째 백투백 홈런을 터뜨리며 지난 1차전때 리오스를 상대로 무득점 한 것을 설욕하는 데 성공했다. 이후 SK는 6회초 1사 1,3루때 두산 투수 김상현의 와일드 피칭 때 한점 더 추가하면서 4-0 승리를 이끌어냈다.
이 경기에서 SK 선발 김광현이 8회1아웃까지 1피안타 2피사사구 9탈삼진 무실점의 기대 이상의 활약을 펼쳐, 팀 승리의 주역이 되었다. 이로써 SK는 두산과 2승 2패의 전적으로 한국시리즈를 원점으로 돌려놓았다. 반면 두산 선발 리오스는 전날 있었던 3차전 때 벤치 클리어링 상황에서 심하게 흥분하며 과격한 행동을 보였던 여파로 정상적인 투구를 하지 못하고 패전의 명예를 썼다.

### 5차전
10월 27일 - 서울종합운동장 야구장
| 팀                                                          | 1 | 2 | 3 | 4 | 5 | 6 | 7 | 8 | 9 | R | H  | E | B |
| SK 와이번스                                                 | 0 | 0 | 0 | 0 | 0 | 0 | 0 | 4 | 0 | 4 | 10 | 0 | 2 |
| 두산 베어스                                                 | 0 | 0 | 0 | 0 | 0 | 0 | 0 | 0 | 0 | 0 | 5  | 1 | 6 |
| 승리 투수: 조웅천 패전 투수: 임태훈 세이브: 없음 홀드: 없음 |   |   |   |   |   |   |   |   |   |   |    |   |   |

- 애국가 : 가수 강진
- 시구 : 강수정 (방송인)
- 두산 홍성흔, 한국시리즈 사상 한 경기 최다 병살타(3개)

양팀 선발인 SK 레이번과 두산 랜들의 호투 속에 경기는 7회까지 투수전 양상으로 흘러갔다. 0-0이던 8회초, SK는 두산 임태훈을 상대로 무사 2루 상황에서 김재현이 우측 펜스 맞고 나오는 3루타로 1점을 선취했고, 이어진 기회에서 이호준이 우중간 2루타를 만들어 2-0으로 앞서나갔다. 두산은 이혜천을 구원투수로 등판시켰으나 김강민의 2루타와 2사 3루 상황에서의 폭투 등으로 2점을 더 내주어, 4-0 패배를 당했다. SK는 홈 2연패 뒤 원정 3연승이자 잠실 3연전 싹슬이하며 한국시리즈 우승에 단 1승만을 남겨두게 되었다.

### 6차전
10월 29일 - 인천SSG랜더스필드
| 팀 | 1 | 2 | 3 | 4 | 5 | 6 | 7 | 8 | 9 | R | H  | E | B |
| 두산 베어스 | 1 | 0 | 0 | 0 | 0 | 0 | 0 | 0 | 1 | 2 | 8  | 0 | 2 |
| SK 와이번스 | 0 | 0 | 3 | 0 | 0 | 0 | 0 | 2 | X | 5 | 10 | 1 | 5 |
| 승리 투수: 채병용 패전 투수: 임태훈 세이브: 정대현 홀드: 조웅천, 가득염 홈런: SK – 정근우 (임태훈 상대로 3회 2점), 김재현 (임태훈 상대로 3회 1점) |   |   |   |   |   |   |   |   |   |   |    |   |   |

- 애국가 : 뮤지컬 배우 류정한
- 시구 : 가수 손담비
- 두산, 한국시리즈 21이닝 연속 무득점

두산은 1회초에 김동주의 적시 2루타로 1점을 먼저 선취해 앞서나가기 시작했다. 그러나 SK는 3회말 1사 1루 상황에서 정근우의 역전 투런 홈런과 2사 주자 없는 상황에서 터진 김재현의 솔로 홈런으로 3-1로 앞서나가기 시작했다. 여기에 그치지 않고 SK는 8회말에 최정의 적시타와 조동화의 적시 2루타로 2점을 더 추가해 한국시리즈 우승을 확정지었다. 두산은 9회초에 유재웅의 적시타로 1점을 더 추가했으나, 더 이상 점수를 내지 못했다. 이로써 SK는 두산을 상대로 2연패 뒤 4연승으로 팀 창단 역사상 최초로 한국시리즈 우승을 차지하게 되었다.

## 방송 중계
이 방송부터 HD 디지털 화질 영상입니다.
| 방송 채널      | 캐스터(한국시리즈 차전) | 현장 리포터 | 해설위원 | 비고 |
| -------------- | ----------------------- | ----------- | -------- | ---- |
| KBS 2TV        | 표영준(1·4)             | -           | 이용철   |      |
| MBC TV         | 한광섭(3·6)             | 안소영      | 허구연   |      |
| SBS TV         | 배기완(2·5)             | 이성훈(2)   | 박노준   |      |
| KBS SKY SPORTS | 유수호(3)               | -           | 이용철   |      |
| MBC ESPN       | 한명재(6)               | -           | 한민정   |      |